# Corus plurifasciculatus
Corus plurifasciculatus là một loài bọ cánh cứng trong họ Cerambycidae.